# Groupe de quatre arbres
Groupe de quatre arbres est une sculpture monumentale de Jean Dubuffet, érigée à New York, aux États-Unis.

## Description
Groupe de quatre arbres est située sur la Chase Manhattan Plaza, dans le Financial District de Manhattan, au croisement de William Street et de Pine Street. L'œuvre occupe un emplacement dans l'est de la place, elle-même légèrement surélevée par rapport à la rue, au pied du One Chase Manhattan Plaza.
L'œuvre est une sculpture monumentale de 14 m de hauteur, constituée de résine d'époxy reposant sur une structure en aluminium, recouvrant elle-même une armature en acier ; l'ensemble est peint au polyuréthane. D'une forme plutôt abstraite, les troncs d'arbres sont suggérés par quatre structures verticales, reposant sur le sol ; le feuillage est quant à lui constitué de plans plus ou moins horizontaux, situés à des niveaux divers, connectant l'ensemble de la structure. Appartenant au cycle de L'Hourloupe, la sculpture est peinte d'un fond blanc, les arêtes marquées d'un trait noir.

## Historique
La sculpture est une commande de l'homme d'affaires David Rockefeller, en 1969, pour le siège new-yorkais de la Chase Manhattan Bank, récemment créé ; pour Jean Dubuffet, il s'agit de la première commande d'une sculpture monumentale. L'artiste réalise plusieurs maquettes en 1970 ; il conçoit la sculpture retenue dans ses nouveaux ateliers de Périgny, en France. L'œuvre est ensuite livrée en plus d'une douzaine de pièces à New York et remontée par l'artiste, aidé de cinq assistants. L'œuvre est inaugurée à New York le 24 octobre 1972.